# Хоэнхоф
Хоэнхоф (нем. Hohenhof) — особняк в районе Эппенхаузен вестфальского города Хаген, построенный в 1906—1908 годах по проекту архитектора Анри ван де Велде как резиденция Карла Остхауса; здание в стиле модерн является памятником архитектуры.

## История и описание
Вилла Хоэнхоф в районе Хаген-Эппенхаузене была построена по проекту архитектора Анри ван де Велде как резиденция для коллекционера и мецената Карла Остхауса (1874—1921): в XXI веке рядом расположился «Квартал искусства» (нем. Kunstquartiers), включающий в себя музеи Остхауса и Эмиля Шумахера. Остхаус являлся инициатором строительства в Хагене рабочего поселения — «города-сада» — спроектированный известными архитекторами.
С 1924 по 1930 год в помещениях Хоэнхофа размещалась активно развивавшаяся ткацкая фабрика: в 1930 году фабрика покинула Хаген и переехала в Бремен; название «Handweberei Hohenhagen» сохранилось за предприятием вплоть до его закрытия в 1965 году. В 1927 году семья Остхауса продала как здания, так и окружающую его территорию городу Хаген с условием сохранить бывшую резиденцию; в 1933 году в доме была создана школа Гауфюрершуле для «идейно-политической ориентации» учащихся. К концу Второй мировой войны в помещениях Хоэнхофа разместился госпиталь, а с 1946 по 1962 год бывшая вилла служила гинекологической клиникой.
С 1963 по 1976 год Хоэнхоф был основным зданием педагогического колледжа Хагена — пока последний не был объединен с другими университетами в Рурский педагогический университет со штаб-квартирой в Дортмунде. После обширной реконструкции, Хоэнхоф стал доступен для широкой публики как объект архитектурного наследия региона — он стал часть Рурского маршрута промышленной культуры.